# تي بون بارنيت
تي بون بارنيت (بالإنجليزية: T Bone Burnett)‏ (و. 1948  م) هو مغن مؤلف، وموسيقي، وملحن، وعازف قيثارة، ومنتج أسطوانات أمريكي، ولد في سانت لويس، ميزوري، يستخدم آلات قيثارة.

## وصلات خارجية
- تي بون بارنيت على موقع IMDb (الإنجليزية)
- تي بون بارنيت على موقع الموسوعة البريطانية (الإنجليزية)
- تي بون بارنيت على موقع ألو سيني (الفرنسية)
- تي بون بارنيت على موقع ميوزك برينز (الإنجليزية)
- تي بون بارنيت على موقع رولينغ ستون (الإنجليزية)
- تي بون بارنيت على موقع أول موفي (الإنجليزية)
- تي بون بارنيت على موقع قاعدة بيانات الأفلام السويدية (السويدية)
- تي بون بارنيت على موقع إن إن دي بي (الإنجليزية)
- تي بون بارنيت على موقع أول ميوزيك (الإنجليزية)
- تي بون بارنيت على موقع ديسكوغز (الإنجليزية)